# Остров Леонтьева
О́стров Лео́нтьева — остров в Восточно-Сибирском море в составе Медвежьих островов, административно относятся к Якутии.

## Расположение
Расположен в центральной части Медвежьих островов в 125 километрах к северу от устья Колымы, в 7 километрах к югу от острова Пушкарёва.

## Описание
Является вторым по размеру, после острова Крестовского, островом группы. Остров имеет вытянутую, расширяющуюся к северу форму длиной 13 километров и шириной от 1 километра на юге до 7 километров в северной части. Состоит из двух параллельных горных кряжей, высотой до 80 метров, связанных между собой горным узлом. С центральной возвышенности к северо-западному и восточному побережью сбегают мелкие, местами заболоченные ручьи. Берега по большей части обрывисты и неприступны, высотой до 22 метров, более отлогими становятся в районе восточной бухты Лагерной и западной бухты Опасной. На острове много выкидного леса (плавника), находились мамонтовые кости. Растительность и животный мир характерен для Медвежьих островов в целом — редкая короткая трава, ягель, лишайники, заходящие с материка олени, медведи, волки, лисы и мелкие грызуны. На небольшом северном полуострове первооткрывателями была обнаружена деревянная постройка из грубо обтёсанных каменными орудиями досок, свидетельствующая о пребывании здесь людей ещё до открытия островов.

### Близлежащие малые острова
- Остров Лысова — небольшой, 2,8 километра в длину, остров в 3,3 километрах к югу от острова Леонтьева.

## История
Остров Леонтьева вместе с остальными островами группы был обнаружен ещё в 1710 году казаком Яковом Пермяковым, однако, на карту его нанесли лишь в 1769 году прапорщики геодезии Иван Леонтьев, Иван Лысов и Алексей Пушкарёв, прошедшие сюда по льду на собачьих упряжках из Нижнеколымска. В честь одного из них и был назван остров.